# Schlosskirche (Philippsthal)

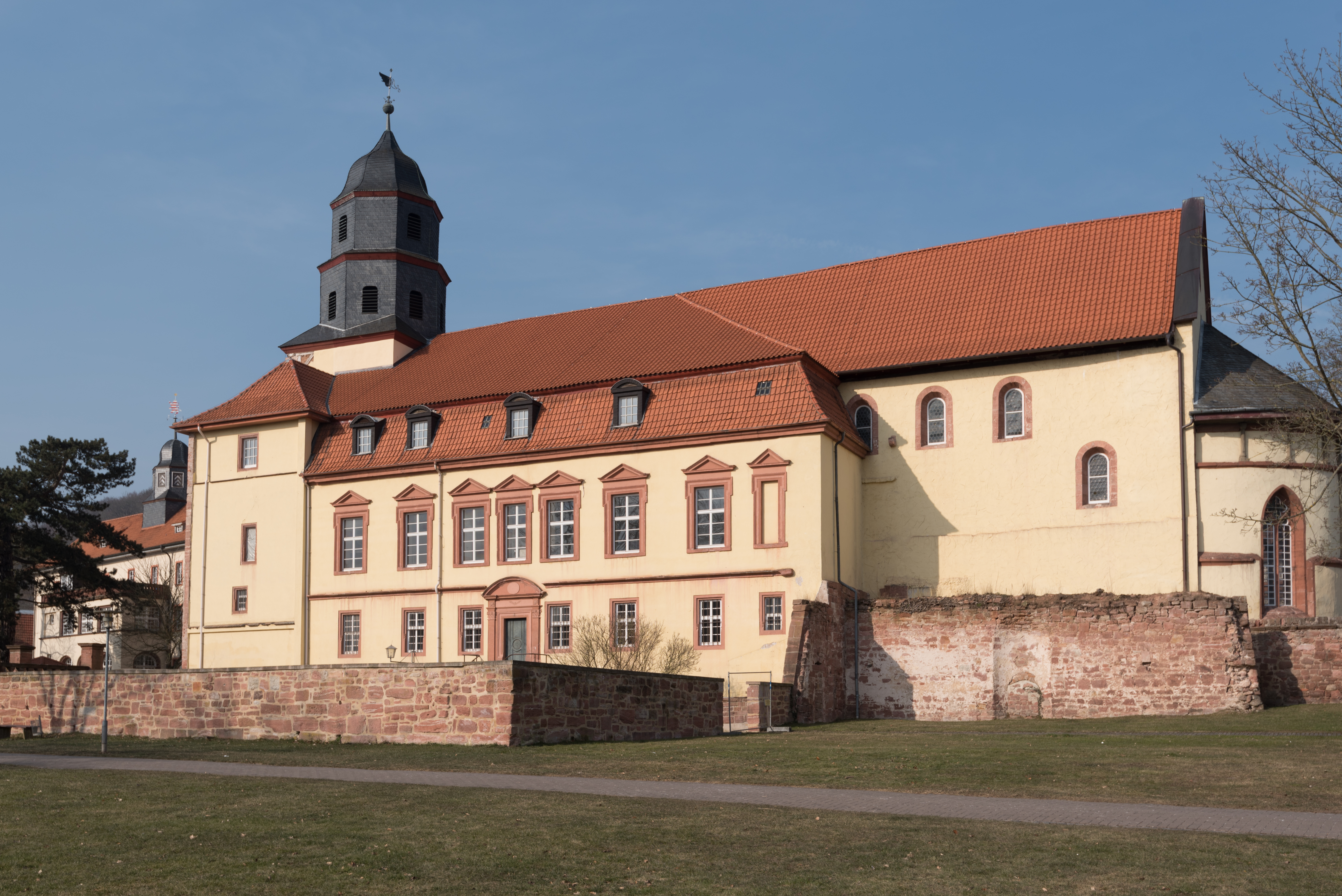
Schlosskirche in Philippsthal

Die Schlosskirche ist ein denkmalgeschütztes Kirchengebäude in Philippsthal, einer Marktgemeinde im Landkreis Hersfeld-Rotenburg in Hessen. Sie wird von der Evangelischen Kirchengemeinde Philippsthal genutzt, die zum Kirchenkreis Hersfeld-Rotenburg im Sprengel Hanau-Hersfeld der Evangelischen Kirche Kurhessen-Waldeck gehört.

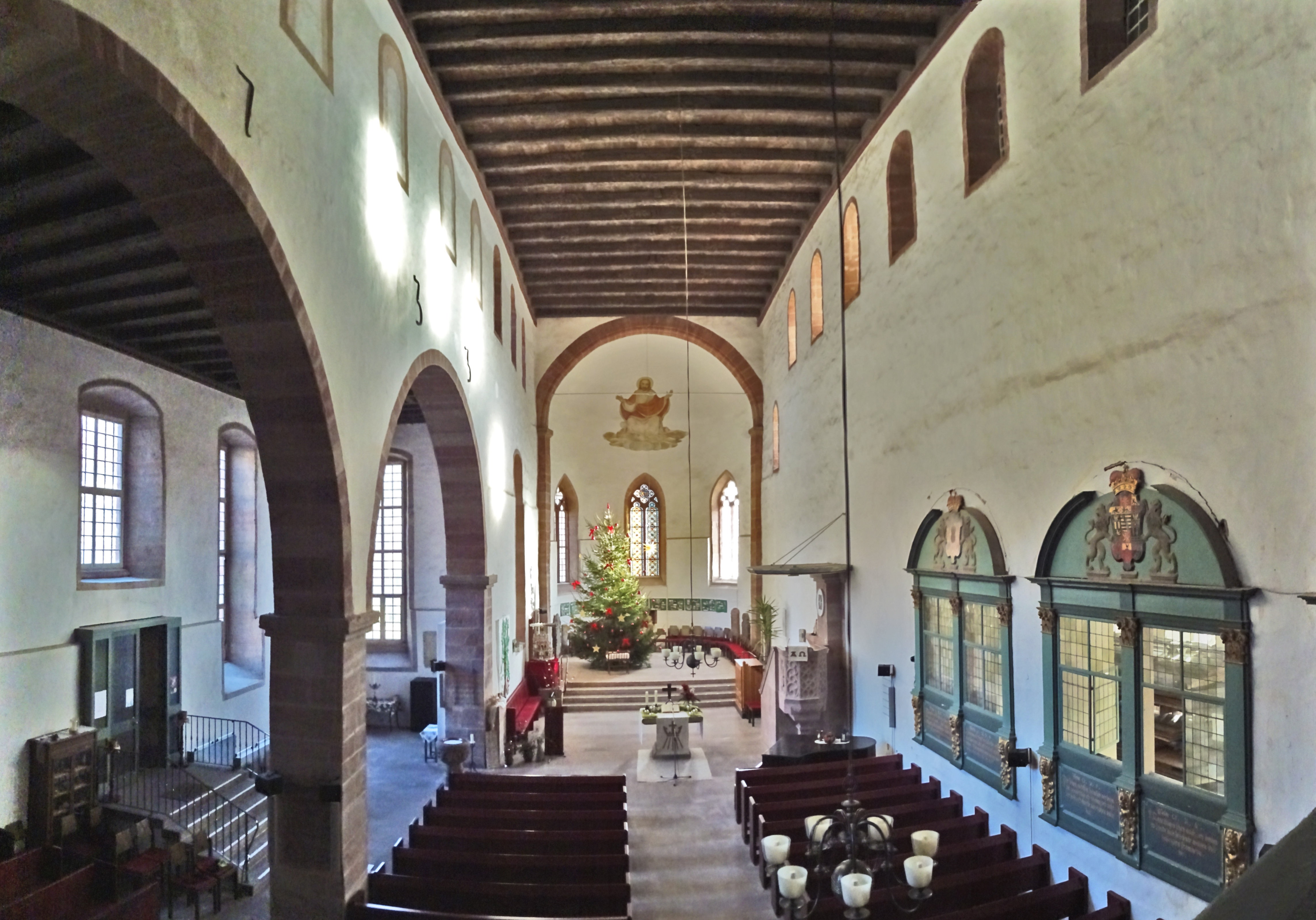
Innenansicht

## Geschichte
Das 1526 aufgehobene und seitdem unbewohnte Kloster wurde von Landgraf Philipp von 1685 bis 1695 zum barocken Schloss Philippsthal umgebaut. Die Schlosskirche ist die heutige evangelische Kirche.

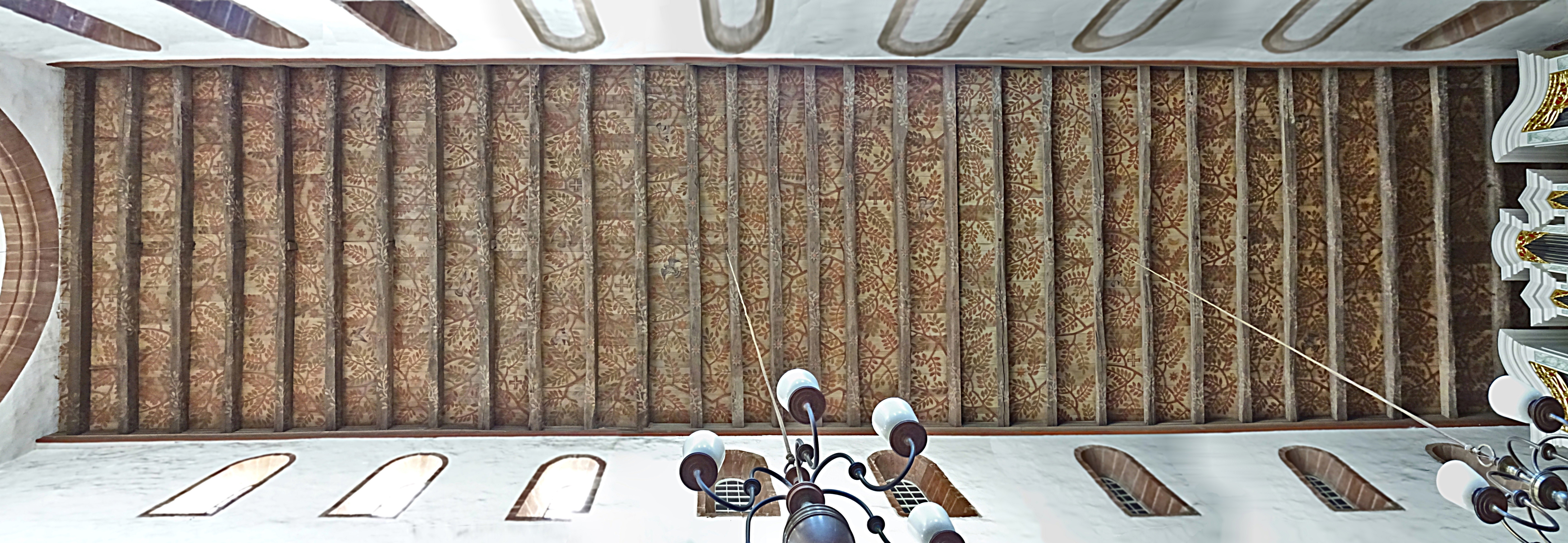
Holzbalkendecke

## Beschreibung
Die dreischiffige Basilika ohne Querschiff hat einen gestreckten Chor in Breite des Mittelschiffs, der mit einer halbrunden Apsis abschließt. Von den  halbkreisförmigen Apsiden der Seitenschiffe sind nur noch die Grundmauern erhalten. Die Klosterkirche hatte ursprünglich ein Westwerk mit zwei flankierenden Türmen, das nur bis zur Höhe des Obergadens ausgeführt wurde. Beide Türme auf quadratischer Grundfläche wurden 1733 in den Schlossbau einbezogen, auf die Höhe der Gebäude des Schlosses gekürzt und dienen als Treppentürme. Seitdem hat die Kirche im Westen einen zentralen Kirchturm, der einen zweistufigen, achteckigen, schiefergedeckten Aufsatz hat, der von einer glockenförmigen Haube bekrönt wird. 1733 wurde das ursprüngliche Portal im Westen zugemauert, da unterhalb des Kirchturmes in diesem Jahr die Familiengruft gebaut wurde. Die Seitenschiffe sind mit Mansarddächern bedeckt. Das Erdgeschoss des südlichen Seitenschiffs beherbergt die Patronatsloge, das Obergeschoss wurde zu Wohnräumen umgestaltet.

## Orgel
Eine Vorgänger-Orgel (vor 1772) wurde für den Neubau von Johann Conrad Teubner und Thielemann Möller 1794 in Zahlung gegeben. Nach zahlreichen Reparaturen und Umbauten (Friedrich Ziese aus Hübenthal (Berneburg), 1832; Gebrüder Euler aus Gottsbüren, 1882; Gebr. Peternell, 1901; Georg Nuhn aus Niederaula, 1932; Werner Bosch Orgelbau aus Sandershausen, 1957/1966/1973/1980) war der Zustand der Orgel zuletzt immer unbefriedigender geworden. Eine General-Restaurierung war nötig geworden und wurde in zwei Abschnitten 1999 und 2006 von Orgelbau Vleugels ausgeführt. Die heutige Orgel verfügt über 37 Register und 3 Vorabzüge, verteilt auf 3 Manuale und Pedal. Die Disposition lautet wie folgt:
| I Hauptwerk C–g3 |       |            |
| Bordun           | 16′   |            |
| Principal        | 8′    |            |
| Gemshorn         | 8′    |            |
| Copula           | 8′    |            |
| Viola da Gamba   | 8′    |            |
| Piffera (ab a)   | 8′    |            |
| Octave           | 4′    |            |
| Coppelflöte      | 4′    |            |
| Superoctave      | 2′    |            |
| Quinte           | 1 ⁄3′ | (Vorabzug) |
| Mixtur IV        | 1 ⁄3′ |            |
| Trompete         | 8′    |            |

| II Oberwerk C–g3 |        |            |
| Gedackt          | 8′     |            |
| Traversflöte     | 8′     |            |
| Praestant        | 4′     |            |
| Gedacktflöte     | 4′     |            |
| Quinte           | 2 ⁄3′  |            |
| Hohlflöte        | 2′     |            |
| Terz             | 1 3⁄5′ |            |
| Octave           | 1′     | (Vorabzug) |
| Cymbel III       | 1′     |            |
| Vox humana       | 8′     |            |

| III Schwellwerk C–g3 |        |            |
| Principal            | 8′     |            |
| Holzflöte            | 8′     |            |
| Salicional           | 8′     |            |
| Aeoline              | 8′     |            |
| Geigenprincipal      | 4′     |            |
| Flöte                | 4′     |            |
| Quinte               | 2 ⁄3′  |            |
| Flautino             | 2′     |            |
| Violine              | 2′     | (Vorabzug) |
| Terz                 | 1 3⁄5′ |            |
| Harm. aeth. IV       | 2 ⁄3′  |            |
| Fagott               | 16′    |            |
| Oboe                 | 8′     |            |
| Tremulant            |        |            |

| Pedal C–f1  |     |
| Violonbass  | 8′  |
| Subbass     | 16′ |
| Octavbass   | 8′  |
| Gedacktbass | 8′  |
| Posaunbass  | 16′ |

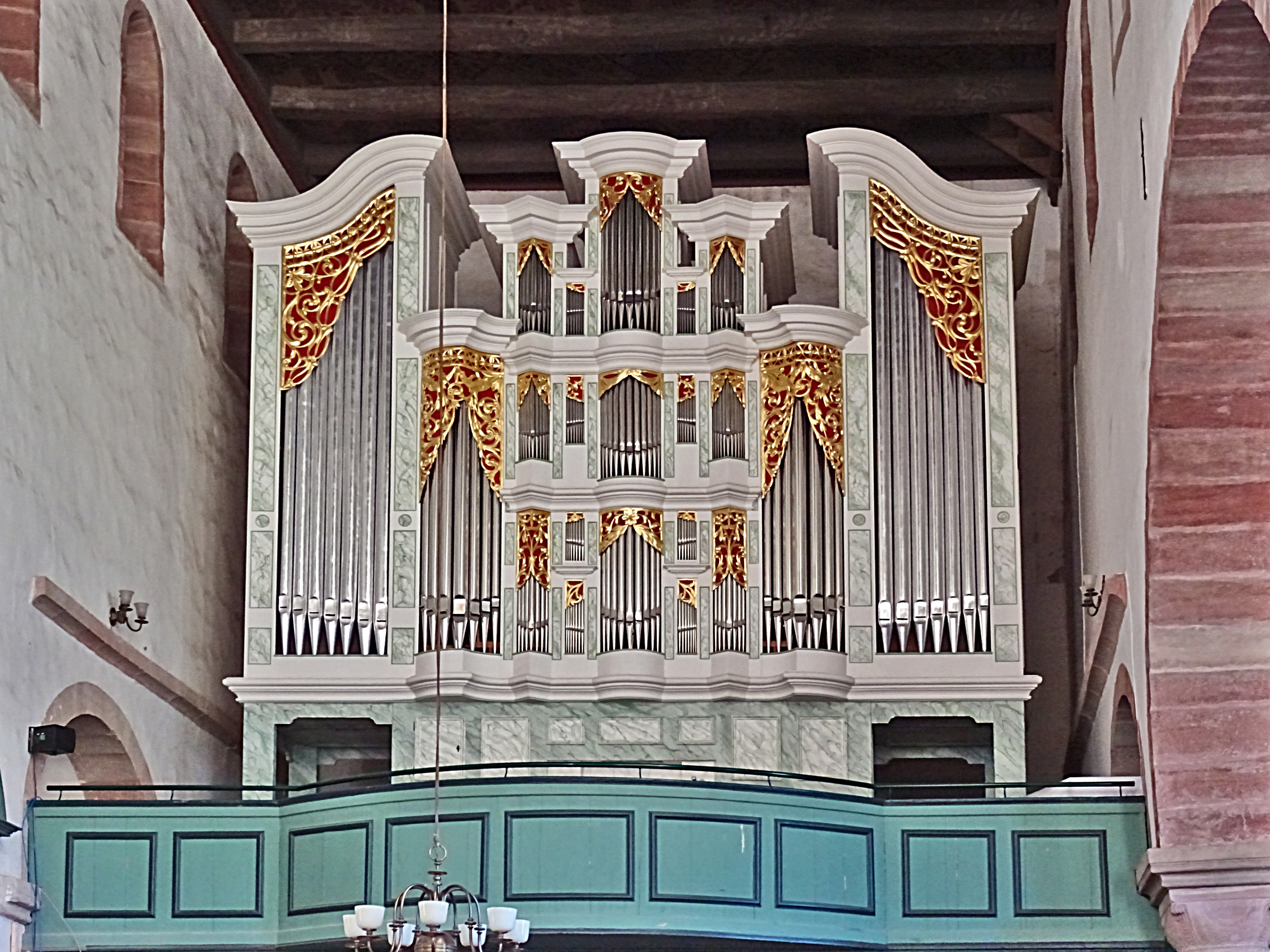
Barock-Orgel

- Koppeln: II/I, III/I, I/P, II/P, III/P

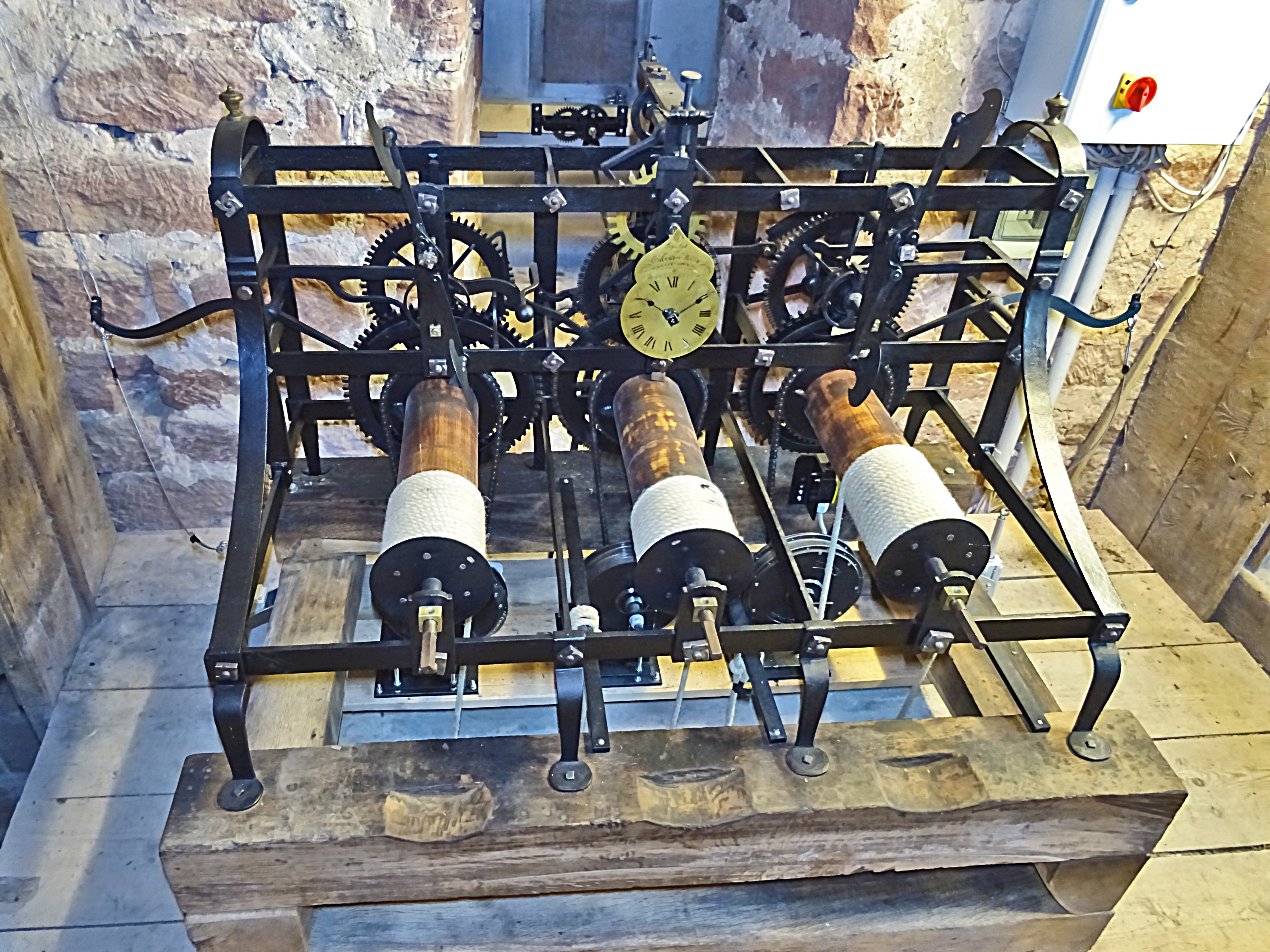
Kühn-Turmuhrwerk

## Turmuhr
Das Turmuhrwerk der Gebrüder Kühn aus Gräfenroda bewegt seit 1853 zuverlässig die Zeiger der Schlosskirche. Es befindet sich in der Uhrenstube hinter dem großen Zifferblatt und wurde von Christian Beck aus Kölleda 2023 denkmalgerecht restauriert und auf automatischen Aufzug umgerüstet. Neben dem Gangwerk besitzt es ein Stundenschlagwerk und ein Viertelstunden-Schlagwerk, die beide auf die Bronzeglocken im darüber befindlichen Glockenstuhl wirken.